# David Starbrook
David Starbrook (* 9. srpna 1945, Croydon, Spojené království) je bývalý reprezentant Velké Británie v judu, bojující v kategorii polotěžkých vah. Je dvojnásobným olympijským medailistou.
V roce 1971 získal bronzovou medaili na mistrovství světa v střední váhové kategorii a původně v ní chtěl startovat i na olympijských hrách, ale v roce 1972 se mu nedařilo váhu shazovat. Starbrook měl atletickou, svalnatou postavu a na tom zakládal i své judo. Výborná obrana a útok kontratechnikami. Mezi novináři měl přezdívku "Iron-man" pro svou tvrdost. Profesí instalatér začal s judem na začátku 60. let v tehdy známém londýnském klubu Renshuden Club. Klub byl znám především výbornou školou v ne-waza (boj na zem), ze které Britové stále čerpají. V rozvoji jeho talentu rovněž pomohly časté návštěvy Japonska, které v 60. letech byly nutností pro výkonnostní růst.
V roce 1972 měl problémy s váhou a proto zápasil v kategorii o váhu výše. Na mistrovství Evropy ještě neuspěl, ale začátkem podzimu startoval na olympijských hrách v Mnichově, na které se výborně připravil. V prvním kole si počkal na nástup švýcarského judisty a technikou tai-otoshi ho poslal na lopatky. Ve druhé kole se utkal s Francouzem Albertinim, kterého párkrát technikou poslal na zem. Nedostal však body a tak zápas museli rozsoudit rozhodčí. Albertini v zápase nic nepředvedl a dál postupoval Starbrook. Ve čtvrtfinále ho čekal Sovět Čočišvili, který překvapivě vyřadil japonského judistu. Brit se držel v zápase svého juda (taktiky) a všechny nástupy Sověta si pohlídal a dokonce i sám jednou, dvakrát zaútočil. Zápas museli rozhodnout rozhodčí a ti poslali dál Brita v poměru 2:1. V semifinále se utkal s Američanem Wooleyem. V zápase se nestalo skoro nic. Zápasníci se drželi jeden druhého a verdikt měli opět v rukou rozhodčí. Ti poslal dál Brita. Ve finálovém kole se utkal s naturalizovaným Japoncem v brazilských službách Ishiim. Brazilec se snažil po celý zápas, ale Brit ho pokaždé kontroval a nakonec v páté minutě zápasu ho poslal technikou uchi-mata na lopatky. Ve finále se opět utkal se Sovětem Čočišvilim. První polovina zápasu byla plná akce, kdy Starbrook kontroval hlavně technikou nohou deashi-harai a dokonce jednou se mu podařilo Čočišviliho poslat k zemi. Jenže oba byli za vymezeným územím. Zápas rozhodl v závěru moment, kdy Starbrook ztratil svůj pověstný balanc při jednom z útoků a Čočišvili mu i pomocí rukou pomohl k zemi. Ne však tolik aby dostal body, ale tento výpad asi rozhodčí přesvědčil koho určit vítězem. Jasným poměrem 0:3 zvolili Čočišviliho a on tak vybojoval stříbrnou medaili.
V dalších letech patřil ke špičce evropské judistické scény, ale nikdy se mu nepodařilo dosáhnout na zlatou medaili. V kariéře pokračoval až do olympijských her v Montrealu 1976. V prvních dvou kolech vyřadil čistou technikou v té době exotické judisty Maročana a Argentince. Ve čtvrtfinále se utkal s Francouzem Rougem (čti Ružem). Výborný Francouz se na předchozí hry nedostal do nabitého týmu Francie a svojí první účast na olympijských hrách pojal ve velkém duchu. Oba dva se velmi dobře znali z předchozích turnajů a šlo o prestižní zápas. Starbrook potvrzoval svoji tvrdost a v polovině zápasu dokonce Rouge zranil. Ten se zbytek zápasu už jen Brita držel. Vítěze museli určit rozhodčí a ti zvolili za vítěze Brita. V semifinále se utkal se Sovětem Charšiladzem. Brit věděl, že v postoji nemá na silově a technicky disponovaného judistu ze svazové republiky Gruzie šanci a celý zápas se ho snažil dostat na zem. Jinak vyrovnaný zápas museli rozhodnout rozhodčí a těm se více líbilo judo Sověta. V boji o třetí místo ho čekal Jihokorejec Čo, který v úvodu dostal Brita na zem. Ten však ukázal, že defenzivní newaza je jeho silnou stránkou. Vzápětí po přerušení hodil Jihokorejce technikou tai-otoshi na ippon a mohl slavit bronzovou medaili.
Po skončení aktivní kariéry se věnoval judu jako trenér. V polovině 80. let využil možnosti trénovat judo v Hongkongu, který v těch časech patřil Británii. Vydal řadu zajímavých publikací o judu. V současnosti jezdí po seminářích po celém světě. Je držitelem 9. danu.